# Distrikt Canta
Der Distrikt Canta ist einer von sieben Distrikten der Provinz Canta in der Region Lima in Peru. Auf einer Fläche von 134 km² lebten im Jahr 2017 2517 Menschen. Im Jahr 1993 lag die Einwohnerzahl bei 3146, im Jahr 2007 bei 2978.

## Geographische Lage
Der Distrikt Canta liegt in der peruanischen Westkordillere, etwa 80 km nordöstlich der Landeshauptstadt Lima. Der Hauptort Canta, Sitz der Provinzverwaltung, liegt auf einer Höhe von 2819 m. Dieser hatte beim Zensus 2017 1730 Einwohner. Das Flusstal des Río Chillón bildet die nördliche Distriktgrenze. Im Westen grenzt der Distrikt Canta an den Distrikt San Buenaventura, im Norden an den Distrikt Huaros, im Osten an die Provinz Huarochirí sowie im Süden an den Distrikt Lachaqui.